# Вільям Еллері
Вільям Еллері (англ. William Ellery, 22 грудня 1727 — 15 лютого 1820) — був батьком-засновником Сполучених Штатів, одним із 56 підписантів Декларації незалежності Сполучених Штатів і підписантом статей Конфедерації як представник Род-Айленда.
У 1764 році баптисти консультувалися з Еллері та конгрегаціоналістом преподобним Езрою Стайлзом щодо написання статуту для коледжу, який став Університетом Брауна. Еллері та Стайлз намагалися передати контроль над коледжем конгрегаціоналістам, але баптисти відкликали петицію, поки її не переписали, щоб забезпечити баптистський контроль. Ані Еллері, ані Стайлз не прийняли призначення на зарезервовані конгрегаціоналістами місця в раді опікунів.